# 我們是歐爸
《我們是歐爸》（英語：OBA），2016年臺灣網路劇，由線上影音平台CHOCO TV與SelfPick合力拍攝的網路劇。，謝祖武、宋少卿、陳德烈、王宇婕、李亮瑾領銜主演。2016年8月24日於CHOCO TV上架播出。

## 播出時間

### 網路
| 頻道           | 所在地 | 播映日期      | 播出時間           |
| -------------- | ------ | ------------- | ------------------ |
| CHOCO TV追劇瘋 | 臺灣   | 2016年8月24日 | 每週三、週四18：00 |

## 劇情大綱
郝立人（謝祖武飾）、朱雙好（陳德烈飾）、鐵大男（宋少卿飾）是三個住在一起的室友，三人各有自己的生活煩惱。一天朱雙好的雙胞胎哥哥朱雙全將自己的女兒Julia託給朱雙好，朱雙好無法推辭，只好帶孩子回到住處，好不容易說服郝立人跟鐵大男接受孩子，開始了三個大男人的奶爸生活。又因不會照顧小孩而聘請了周楚楚（王宇婕飾）做保母，周楚楚因缺錢繳房租硬是要跟三人同住，三男一女一小孩的生活默默的展開……

## 演員列表

### 主要演員
| 演員   | 角色   | 介紹 | 登場集數 |
| 謝祖武 | 郝立人 | 健身教練，外表帥氣，鬼點子多，但油嘴滑舌不正經，缺錢時會誆騙學員，但多以失敗告終。沒錢時會跟大男去雙好的老闆娘唐娜拗飯吃，令唐娜非常困擾，暗自將他列為拒絕往來戶，但某天他和大男抓到了唐娜發花癡，故而常以這件事威脅唐娜，讓唐娜只好勉強接受他們各種無理的要求。被迫接受雙好的姪女Julia後生活起了極大的變化…… | 全集     |
| 宋少卿 | 鐵大男 | 雙好的學長，外表抱歉，經常自怨自艾。目前是房仲，做過各種工作，但都不順遂，因此和立人一樣都阮囊羞澀，常去唐娜的餐廳拗東西吃，已被唐娜列為拒絕往來戶（心裡這樣想）。但有唐娜暗戀雙好的把柄，唐娜只好繼續忍耐這兩人來餐廳白吃白喝。                                                                              | 全劇     |
| 陳德烈 | 朱雙好 | 廚師，是三人中工作比較穩定的，因此常被立人跟大男拗東拗西。在唐娜的餐廳瀕臨破產之際幫忙唐娜重建餐廳，令唐娜十分感激他，心生愛慕之意，但他似乎沒有這個意思。 | 全劇     |
| 陳德烈 | 朱雙全 | 雙好的雙胞胎哥哥，Julia的爸爸，是個無賴，前妻生下Julia後改嫁，改嫁後介紹他去馬來西亞當詐騙集團，因而拋下小孩跑到馬來西亞。 | 2、6     |
| 王宇婕 | 周楚楚 | 擁有幼保執照的幼保師，相當喜歡小孩，只要有關小孩的事都十分積極，甚至有點吹毛求疵，因此工作十分不順遂。受雇於郝立人等人照顧Julia。因為沒房子住，硬是要跟三人住在一起，開始了三男一女一小孩的生活。 | 3～6     |
| 李亮瑾 | 唐娜   | 朱雙好工作的餐廳老闆娘，因雙好幫助她重建當時瀕臨破產的餐廳而暗戀雙好，對所有雙好身邊的異性懷有強烈敵意。但討厭立人跟大男去餐廳白吃白喝。某天發花癡時被大男跟立人看到，兩個男人就常利用這個把柄對唐娜予取予求，讓她煩不勝煩。                                                                                  | 2～6     |

### 其他演員
| 演員   | 角色       | 介紹 | 登場集數 |
| 董舜豪 | 幼稚園園長 | 因為對幼稚園的經營不佳，被周楚楚斥責，還被周楚楚揍了一頓。                                                         | 3        |
| 李妍瑾 | 名媛       | 來郝立人的健身中心健身，興趣之一是投資地產，和其他六名姊妹有炒地皮六朵花之稱。被立人知道之後找她來挽救大男的業績。 | 5、6     |
| 阿竿   | 藍少爺     | 三人房東的兒子，闖進房子裡洗澡，結果被立人跟大男用大男買來的西瓜揍，氣的差點提告，最後被立人跟大男威脅，只好離開。 | 5        |
| 史黛西 | 健身學員   | 來立人工作的健身中心健身的民眾，問立人有無一對一課程，被立人帶回家開房間還騙了一萬七，氣的要去投訴。               | 1        |

## 外部連結
- 我們是歐爸的Facebook專頁